# Palazzo del Seggio
Het Palazzo del Seggio (16e eeuw) of in de volksmond Il Sedile genoemd, was een stadspaleis in Lecce, in de Zuid-Italiaanse regio Apulië. Venetianen bouwden het paleis.

## Beschrijving Il Sedile
Het paleis staat aan het centrale plein, de Piazzo Sant’Oronzo, genoemd naar de beschermheilige van de stad. Tijdens het ancien régime droeg het plein de naam Piazza dei Mercanti of Handelaarsplein. Het waren Venetiaanse handelaars die het Palazzo del Seggio bouwden. Hiertoe braken ze hun oud pand af. Het gebouw diende voor hun handelscontacten en – transacties in het centrum van Lecce. Aan de andere zijde van het Palazzo del Seggio bevindt zich het Romeins theater waarop de handelaars uitzicht hadden.
Het Palazzo del Seggio heeft een kubusvorm. De bouwstijlen zijn zowel gotisch als renaissance. De onderste bogen zijn ovaalvormig en de bogen op de bovenverdieping zijn rond. De gevels zijn afgewerkt met wapenschilden en harnassen. Oorspronkelijk stonden op de bovenste verdiepingen twee standbeelden.
In de 19e eeuw werd het nog gebruikt als stadhuis. Het is sindsdien een stedelijke tentoonstellingsruimte.

## Sint-Marcuskerk
Tegenaan het Palazzo staat de Sint-Marcuskerk. Deze is toegewijd aan de patroonheilige van Venetië en de Republiek Venetië. Een leeuw, die symbool staat voor de evangelist Marcus, prijkt boven de ingangspoort. De kerk dateert van hetzelfde tijdperk als het Palazzo del Seggio.